# Centrocerum
Genre
Centrocerum est un genre d'insectes de la famille des Cerambycidae et de la sous-famille des Cerambycinae.
Le genre contient les espèces suivantes :
- Centrocerum divisum Martins & Monné, 1975
- Centrocerum elegans Chevrolat, 1861
- Centrocerum exornatum (Newman, 1841)
- Centrocerum hirsuticeps Bosq, 1952
- Centrocerum richteri Bruch, 1911